# Marie Wreschner
Marie Wreschner (* 20. September 1887 in Hohensalza; † 17. November 1941 in Berlin) war eine deutsche Physikerin, die sich 1941 wegen der drohenden Deportation das Leben nahm.

## Biografie
Marie Wreschner war die Tochter des jüdischen Bankiers Jakob Wreschner und seiner Frau Paula geb. Borinski.
Sie besuchte bis 1904 das Dorotheen-Lyceum in Berlin und anschließend die von Helene Lange ins Leben gerufenen Strinzschen Gymnasialkurse für Frauen, um am Kaiser-Wilhelm-Realgymnasium das Abitur zu erlangen.
Danach studierte Marie Wreschner an der Friedrich-Wilhelms-Universität in Berlin sowie in München, Freiburg und Heidelberg Physik und Chemie. Bereits ein Jahr nach Ablegung des Diploms in Berlin promovierte sie bei Arthur Wehnelt und wurde Assistentin bei Leopold Spiegel an der Königlichen Landwirtschaftlichen Hochschule Berlin. Von 1920 bis 1933 hatte sie eine Stelle als wissenschaftliche Mitarbeiterin am Kaiser-Wilhelm-Institut (KWI) für physikalische Chemie und Elektrochemie in der Abteilung des Chemikers Herbert Freundlich.
Mit der Machtübernahme durch die Nationalsozialisten wurde Marie Wreschner 1933 aufgrund des Gesetzes zur Wiederherstellung des Berufsbeamtentums entlassen.
Danach lebte sie zum Teil vom ererbten Vermögen, konnte aber auch als Privatwissenschaftlerin unter anderem für Emil Abderhalden (1877–1950) arbeiten. Sie erforschte die Wirkung radioaktiver Strahlen auf Organismen und trug zur Entwicklung von Untersuchungsmethoden und Messinstrumenten bei. Im November 1938 wurden ihr Publikationen in Deutschland verboten.
Zusammen mit ihrer Mutter hatte Marie bereits um 1937 versucht, nach Großbritannien zu emigrieren, was ihnen nicht gelang. Stattdessen musste Marie Wreschner nun Zwangsarbeit leisten. Im Jahr 1941 entzog sie sich der Deportation durch Freitod.
Nach Marie Wreschner wurde im Jahr 2015 im Berliner Bezirk Marzahn-Hellersdorf eine Straße im neu erschlossenen Gewerbepark (CleanTechPark) benannt.

## Veröffentlichungen
- Über Drehungsumkehrung und anomale Rotationsdispersion. Inaugural-Dissertation zur Erlangung der Doktorwürde genehmigt von der Philosophischen Fakultät der Friedrich-Wilhelms-Universität zu Berlin. Aus dem Technolog. Institut der Universität Berlin., Verlag Leipzig, Druck Metzger & Wittig, 1918. Inaugural-Dissertation zur Erlangung der Doktorwürde.